# 藤島勇一
藤島 勇一(ふじしま ゆういち、1933年5月5日 - 2002年9月24日)は、福岡県出身のラグビーユニオン選手・指導者。主なポジションはセンター(CTB)およびフルバック(FB)。

## 来歴
福岡市出身。1946年福岡県中学修猷館に入学し、ラグビー部選手として、国体や全国高等学校ラグビーフットボール大会に出場。1952年福岡県立修猷館高等学校を卒業し、1953年早稲田大学第一商学部に入学。ラグビー部に入部し、1年生からウイング(WTB)として試合に出場、1956年に主将を務めている（ポジションはセンター(CTB)およびフルバック(FB)）。
1967年度シーズンに早稲田大学の監督を務め、猿田武夫を主将に据え、第4回全国大学ラグビーフットボール選手権大会で準優勝をもたらした。
退任後は共同通信社に入社し、福岡支社次長などを務めた。高校、大学の後輩であるスポーツライターの松瀬学は、藤島の勧めにより共同通信社に入社している。
長男はスポーツライターの藤島大。

## 著書
- 『写真でみるラグビー』（成美堂出版、1977/07）